# Robert Covington
Robert Covington (* 14. Dezember 1990 in Bellwood, Illinois) ist ein US-amerikanischer Basketballspieler, der zuletzt bei den Philadelphia 76ers in der National Basketball Association (NBA) spielte.

## Karriere
Covington spielte zunächst vier Jahre auf Collegeebene für die Tennessee State University, ehe er automatisch für die NBA-Draft angemeldet wurde. Bei der NBA-Draft 2013 wurde er jedoch von keinem NBA-Team ausgewählt. In der darauffolgenden NBA Summer League 2013 spielte er bei den Houston Rockets und wurde im Anschluss daran für die NBA-Saison 2013/14 von den Houston Rockets unter Vertrag genommen. Er absolvierte jedoch nur sieben Hauptrundensaisonspiele mit 2,3 Punkten je Begegnung. Den Großteil seiner Rookiesaison kam er beim Farmteam der Rockets, den Rio Grande Valley Vipers zum Einsatz, wo er in seinem ersten Jahr D-League All-Star und Rookie of the Year wurde.
Vor dem Start der NBA-Saison 2014/15 unterschrieb Covington einen Vertrag bei den Philadelphia 76ers, wo er in einer jungen Mannschaft gleich viel Verantwortung erhielt. Er schloss die Saison stark verbessert mit 13,5 Punkten und 4,5 Rebounds pro Spiel ab. In den nächsten Jahre etablierte sich Covington auf dem Flügel als Stammspieler und unterschrieb im Herbst 2017 einen mit 62 Millionen Dollar dotierten Vierjahresvertrag. Für seine guten defensiven Leistungen wurde er in das NBA All-Defensive First Team 2018 gewählt.
Im November 2018 wurde Covington gemeinsam mit zwei weiteren Spielern für Jimmy Butler zu den Minnesota Timberwolves transferiert. Nach einem Jahr wurde Covington im Zuge eines zwölf Spieler umfassenden Tauschhandels, zu den Houston Rockets zurückgeschickt.
Im Zuge eines größeren Umbaus im Kader trennten sich die Texaner nach wenigen Monaten wieder von Covington und gaben ihn vor dem Beginn der Spielzeit 2020/21 an die Portland Trail Blazers ab.
Am 4. Februar 2022 wurde Covington zusammen mit Norman Powell in Austausch für Eric Bledsoe, Keon Johnson, Justise Winslow und eine Zweitrundenauswahl im NBA-Draft 2025 zu den Los Angeles Clippers transferiert. Anfang November 2023 war Covington erneut Gegenstand eines großangelegten Tauschhandels, in dessen Rahmen er nach Philadelphia zurückkam.

## Erfolge und Auszeichnungen
- NBA All-Defensive First Team: 2018
- NBA D-League Rookie of the Year: 2014

## Karriere-Statistiken

### NBA

#### Hauptrunde
| Saison  | Team                       | GP  | GS  | MPG  | FG % | 3P % | FT % | RPG | APG | SPG | BPG | PPG  |
| ------- | -------------------------- | --- | --- | ---- | ---- | ---- | ---- | --- | --- | --- | --- | ---- |
| 2013–14 | Houston                    | 7   | 0   | 4.9  | .429 | .364 | —    | 0.7 | 0.0 | 0.3 | 0.0 | 2.3  |
| 2014–15 | Philadelphia               | 70  | 49  | 27.9 | .396 | .374 | .820 | 4.5 | 1.5 | 1.4 | 0.4 | 13.5 |
| 2015–16 | Philadelphia               | 67  | 49  | 28.4 | .385 | .353 | .791 | 6.3 | 1.4 | 1.6 | 0.6 | 12.8 |
| 2016–17 | Philadelphia               | 67  | 67  | 31.6 | .399 | .333 | .822 | 6.5 | 1.5 | 1.9 | 1.0 | 12.9 |
| 2017–18 | Philadelphia               | 80  | 80  | 31.7 | .413 | .369 | .853 | 5.4 | 2.0 | 1.7 | 0.9 | 12.6 |
| 2018–19 | Philadelphia / Minnesota   | 35  | 35  | 34.4 | .431 | .378 | .764 | 5.5 | 1.3 | 2.1 | 1.3 | 13.3 |
| 2019–20 | Minnesota / Houston        | 70  | 68  | 30.5 | .422 | .335 | .798 | 6.6 | 1.3 | 1.6 | 1.3 | 12.4 |
| 2020–21 | Portland                   | 70  | 70  | 32.0 | .401 | .379 | .806 | 6.7 | 1.7 | 1.4 | 1.2 | 8.5  |
| 2021–22 | Portland / LA Clippers     | 71  | 42  | 27.3 | .420 | .378 | .841 | 5.5 | 1.3 | 1.5 | 1.3 | 8.5  |
| 2022–23 | LA Clippers                | 48  | 0   | 16.2 | .445 | .397 | .750 | 3.5 | 1.2 | 0.8 | 0.7 | 6.0  |
| 2023–24 | LA Clippers / Philadelphia | 29  | 6   | 16.8 | .439 | .339 | .846 | 3.3 | 0.8 | 1.3 | 0.6 | 4.4  |
| Gesamt  | Gesamt                     | 614 | 466 | 28.2 | .409 | .362 | .811 | 5.5 | 1.4 | 1.5 | 0.9 | 10.8 |

Play-offs
| Saison  | Team         | GP | GS | MPG  | FG % | 3P % | FT % | RPG | APG | SPG | BPG | PPG  |
| ------- | ------------ | -- | -- | ---- | ---- | ---- | ---- | --- | --- | --- | --- | ---- |
| 2017–18 | Philadelphia | 10 | 8  | 28.1 | .325 | .313 | .750 | 5.3 | 2.5 | 1.1 | 0.9 | 8.1  |
| 2019–20 | Houston      | 12 | 12 | 31.6 | .495 | .500 | .857 | 5.0 | 1.3 | 2.5 | 1.1 | 11.2 |
| 2020–21 | Portland     | 6  | 6  | 38.0 | .500 | .500 | .900 | 7.8 | 1.2 | 1.5 | 1.0 | 9.3  |
| 2022–23 | LA Clippers  | 2  | 0  | 6.0  | .000 | .000 | —    | 1.0 | 1.0 | 0.0 | 0.5 | 0.0  |
| Gesamt  | Gesamt       | 30 | 26 | 30.0 | .424 | .429 | .818 | 5.4 | 1.7 | 1.7 | 1.0 | 9.0  |